# Waiting for Ophelia
Pour plus de détails, voir Fiche technique et Distribution.
Waiting for Ophelia est une comédie américaine réalisée par Adam Carl et sortie en 2009.

## Fiche technique
- Titre original : Waiting for Ophelia
- Réalisation : Adam Carl
- Scénario : Adam Carl
- Musique : Joachim Horsley
- Photographie : Alan Caudillo
- Montage : Jonathan McCandless
- Décors :
- Costumes : Brooke Mozersky
- Production : Christi Allen et Adam Carl
  - Producteur associé : Alan Caudillo
  - Coproducteur : Jay Lambert
  - Producteur délégué : Yeardley Smith
- Société de production : Ophelia Filmworks et Wildcard Productions
- Société de distribution :
- Pays de production :  États-Unis
- Langue originale : anglais
- Format : couleur — 2,35:1
- Genre : Comédie
- Durée : 97 minutes
- Dates de sortie :
  - États-Unis : 4 avril 2009 (Phoenix)

## Distribution
- Zibby Allen : Zellie Cross
- Adam Carl : Jonah Cross
- Patrick Day : Jude Lafayette
- Richie Keen : Bart Gergen
- Amy Sloan : Ophelia
- Yeardley Smith : Caitlin O'Malley
- Tim Conlon : Agent Pinkerton
- Bryan Safi : Kenny